# 克里斯提安·波亞宏
克里斯提安·波亞宏（1989年7月14日—）是一名阿根廷排球運動員，曾代表國家參加2012年倫敦奧運的男子排球比賽，並未獲得獎牌。他也參加了2016年里約奧運。